# Корабът (сериал)
„Корабът“ (на испански: El Barco) е испански сериал, излъчван от 2011 до 2013 г.

## Резюме
Глобален катаклизъм, причинен от фатален инцидент в ЦЕРН, Швейцария при пускане на ускорителя на елементарни частици, оставя група ученици на борда на кораба „Полярна звезда“. Те са единствените оцелели на Земята, изолирани и сами, а корабът става техния дом.